# Oligodon multizonatus
Oligodon multizonatus là một loài rắn trong họ Rắn nước. Loài này được Zhao & Jiang mô tả khoa học đầu tiên năm 1981.